# Окрик (Јужна Дакота)
Окрик (енгл. Okreek) насељено је место без административног статуса у америчкој савезној држави Јужна Дакота.

## Демографија
По попису из 2010. године број становника је 269.
| Група             | 2000.    | 2010.     |
| Белци             | 0 (0,0%) | 21 (7,8%) |
| Афроамериканци    | 0 (0,0%) | 0 (0,0%)  |
| Азијати           | 0 (0,0%) | 0 (0,0%)  |
| Хиспаноамериканци | 0 (0,0%) | 6 (2,2%)  |
| Укупно            | 0        | 269       |